# Eugene Ormandy
Eugene Ormandy   (Budapest, 18 de novembre de 1899 - Filadèlfia, 12 de març de 1985), nascut Jenő Blau, fou un director d'orquestra i violinista estatunidenc d'origen hongarès.

## Biografia
Quan encara no havia complert els quatre anys, Jenö Blau va rebre les primeres lliçons de violí del seu pare, un dentista amant de la música. El 1905 va ser admès com a estudiant més jove a la Reial Acadèmia Hongaresa de Música de Budapest. Des de 1909 va ser alumne de Jenő Hubay, a la primavera de 1915 va aprovar els exàmens de música de cambra i violí. A partir de 1917 va emprendre les seves primeres gires per Hongria i Alemanya, com a concertista de la Berlin Blüthner Orchestra, i el 1918 va ser breument professor a la seva antiga universitat. De 1917 a 1920 també va estudiar filosofia. Després de la supressió de la República Soviètica Hongaresa, va emigrar als EUA el 1921, motivat per les promeses fetes per un empresari dubtós.
A Budapest va actuar com a Eugen Blau fins al voltant de 1918, en els seus concerts de gran èxit a Viena els anys 1920 i 1921 es va anomenar Jenö B. Ormándy i després als EUA Eugen (més tard Eugene) Ormandy. "Eugen/Eugene" són els equivalents alemany i anglès del seu primer nom hongarès, però mai no s'ha desxifrat l'origen del seu cognom, sobretot perquè el mateix Ormandy mai no ho va comentar.
A Nova York, Ormandy va conèixer el seu compatriota Ernö Rapée, que inicialment el va contractar com a violinista per a la "Capitol Theatre Orchestra", una orquestra que acompanyava musicalment les pel·lícules mudes. En poc temps, Ormandy va ser promogut a concertista allà i finalment es va convertir en director d'orquestra el 1926. A la tardor de 1931, Ormandy va substituir Arturo Toscanini, que va haver de cancel·lar els compromisos de direcció convidada amb l'Orquestra de Filadèlfia a causa d'una malaltia. El 1931 va ser nomenat director de l'Orquestra Simfònica de Minneapolis, càrrec que va ocupar fins al 1936. Els seus enregistraments de la 7a simfonia d'Anton Bruckner i la 2a simfonia de Gustav Mahler es van fer famosos. La seva carrera va ser promoguda principalment per Arthur Judson, que va tenir un paper important en l'escena musical nord-americana en aquell moment. Des de 1936 Ormandy va ser l'assistent i co-director de Leopold Stokowski a l'Orquestra de Filadèlfia, i dos anys més tard es va convertir en director en cap. Sota la seva direcció, l'Orquestra de Filadèlfia va adquirir una excel·lent reputació. "Ormandy and the Orchestra" es va convertir en un dels conjunts més gravats de la història, fent gires pel Regne Unit (1949), Finlàndia (1955), Llatinoamèrica (1966), Japó (1967) i la Xina (1973). El seu estil d'interpretació va passar a la història com el "Philadelphia Sound". Va dirigir l'Orquestra de Filadèlfia fins a 1980. El 1977 va ser admès a l'"American Philosophical Society".
A Ormandy se li atribueixen les estrenes del Concert per a violí de Samuel Barber, el Concert per a piano núm. 3 de Béla Bartók, la Simfonia núm. 5 de Howard Hanson, la Simfonia núm. 4 de Bohuslav Martinů i les Danses simfòniques de Serguei Rakhmàninov.
Ormandy va rebre cinc Grammy al llarg de la seva carrera i es troba al Passeig de la Fama de Hollywood. La seva tomba es troba al cementiri de l'església presbiteriana de "Old Pine Street" a Filadèlfia.
Des de 1927 Ormandy era ciutadà nord-americà. El 1922 es va casar amb Stephanie Goldner (* 1896 Viena, † 1962) a Nova York, arpista i col·lega de la Capitol Theatre Orchestra. Després del divorci el 1947, es va casar amb la pilot Margaret Frances Hitsch (* 1909 Viena, † 1998 Filadèlfia) el 1950.

## Discografia (selecció)
- 1959: Handel's Messiah (Disc d'Or USA)
- 1962: Glorious Sound of Christmas (Disc d'Or USA)